# Petrova Lehota
Petrova Lehota este o comună slovacă, aflată în districtul Trenčín din regiunea Trenčín. Localitatea se află la altitudinea de 402 m deasupra n.m., se întinde pe o suprafață de 8,07 km2 și în 2017 număra 187 de locuitori.

## Istoric
Localitatea Petrova Lehota este atestată documentar din 1346.

## Demografie
| An:                | 1994 | 2004 | 2014    | 2024   |
| ------------------ | ---- | ---- | ------- | ------ |
| Număr de persoane: | 0    | 165  | 182     | 192    |
| Diferență:         |      | –    | +10,30% | +5,49% |

| An:                | 2023 | 2024   |
| ------------------ | ---- | ------ |
| Număr de persoane: | 199  | 192    |
| Diferență:         |      | −3,51% |